# Граничний жах
Граничний жах (англ. Liminal Horror) — настільна рольова гра у жанрі survival horror (горор на виживання) 2023 року, розроблена Goblin Archives та Джошем Доманські, артдиректором якої став Зак Газард Вопен. Гравці втілюються у ролі дослідників.
Українською мовою гру випустило видавництво M87*Games (цифрова версія доступна в підході плати, скільки хочеш).

## Геймплей
Створення персонажа базується на архетипах, від яких залежить стартове спорядження. Персонажі мають три основні характеристики: силу, спритність і контроль. Система ігрового майстра під назвою «Процедура дослідження порожнечі» випадковим чином визначає, як гравці відкриватимуть таємничі підказки.

## Відгуки
Модуль «Цвітіння» «Граничного Жаху» був номінований на премію ENNIE Awards 2024 за «Найкращу пригоду — довгий формат».
Аарон Бем для Bloody Disgusting написав, що «„Граничний жах“ як система є чудовим поєднанням класичної механіки дослідження підземель із сучасною чутливістю, зосередженою на сюжеті».

## Модулі
- «Торговий центр»[5]
- «Бюро»[5]
- «Цвітіння»[5]
- «Партеногенез Голодної Лощини»[2]
- «Казки з Пустоти»[7]